# Andrés Cubas
Adrián Andrés Cubas (Aristóbulo del Valle, 22 de mayo de 1996) es un futbolista argentino nacionalizado paraguayo que se desempeña como mediocampista central en Vancouver Whitecaps de la Major League Soccer.

## Trayectoria

### Boca Juniors
Nació en Aristóbulo del Valle, Misiones, el 11 de mayo de 1996. Allí jugó en el Club Atlético Aristóbulo del Valle, equipo con el que llegó a actuar en la Liga Obereña de Fútbol. Fue visto por un "cazatalentos" llamado Ricardo Aloy, quien lo llevó a probarse a Boca Juniors. Llegó al club con tan solo 12 años. Más tarde fue el volante central y capitán de la sexta división del fútbol juvenil de Boca Juniors. La Asociación del Fútbol Argentino (AFA) lo premió como el “mejor juvenil de Boca del 2014″.
Tiene una gran habilidad para jugar y pasar al ataque y mucho despliegue físico.
Debutó en Primera División el 4 de mayo de 2014 jugando contra el Club Atlético All Boys, con tan solo 17 años. Desde ese entonces fue acumulando minutos y consiguiendo grandes actuaciones en las oportunidades en las que le tocó jugar. Cubitas es considerado "el padre de la recuperación de la pelota", por su gran capacidad para quitar el balón, a pesar de su baja estatura.
Su primer gol fue el 23 de septiembre de 2015 en la victoria ante Defensa y Justicia 2-1 por los cuartos de final de la Copa Argentina 2014-15, torneo en el que se consagró campeón.
El 1 de noviembre de 2015, se consagró campeón del torneo de Primera División con Boca Juniors, siendo titular en el enfrentamiento decisivo ante Tigre, completando un gran partido y siendo ovacionado por los hinchas. Tan solo 3 días después, consiguió su segundo título profesional, la Copa Argentina 2014-15

### Pescara Calcio
A principios de 2017, fue enviado a préstamo por 6 meses al Pescara Calcio de Italia por 150 000 euros y con una opción de compra de 4 000 000 de euros.

### Defensa y Justicia
Luego de su paso por Italia, se incorporó a préstamo a Defensa y Justicia.

## Selecciones nacionales

### Selección argentina sub-15
En 2010, fue parte de la selección argentina sub-15, que organizó Oscar Garré. Si bien participó en partidos amistosos, nunca jugó de manera oficial.

### Selección argentina sub-20
Formó parte del plantel de 21 futbolistas que integraron la selección argentina sub-20 en el Mundial de Nueva Zelanda 2015.

### Selección paraguaya absoluta
Más tarde fue convocado por la selección de fútbol de Paraguay, debido a que tiene la doble nacionalidad.

### Participación en la Copa Mundial Sub-20
| País      | Mundial                  | Sede          | Resultado    | Partidos | Goles |
| --------- | ------------------------ | ------------- | ------------ | -------- | ----- |
| Argentina | Copa Mundial Sub-20 2015 | Nueva Zelanda | Primera fase | 3        | 0     |

### Participaciones en la Copa América
| País     | Edición           | Sede           | Resultado        | Partidos | Goles |
| -------- | ----------------- | -------------- | ---------------- | -------- | ----- |
| Paraguay | Copa América 2021 | Brasil         | Cuartos de final | 3        | 0     |
| Paraguay | Copa América 2024 | Estados Unidos | Fase de grupos   | 2        | 0     |

## Estadísticas
- Actualizado hasta el 17 de agosto de 2025.

| Club | Div.                | Temporada           | Liga  | Liga  | Liga   | Copas nacionales(1) | Copas nacionales(1) | Copas nacionales(1) | Torneos internacionales(2) | Torneos internacionales(2) | Torneos internacionales(2) | Total | Total | Total  | Total |
| Club | Div.                | Temporada           | Part. | Goles | Asist. | Part.               | Goles               | Asist.              | Part.                      | Goles                      | Asist.                     | Part. | Goles | Asist. |       |
| --- | ------------------- | ------------------- | ----- | ----- | ------ | ------------------- | ------------------- | ------------------- | -------------------------- | -------------------------- | -------------------------- | ----- | ----- | ------ | ----- |
| Boca Juniors Argentina | 1.ª                 | 2013-14             | 3     | 0     | 1      | 0                   | 0                   | 0                   | -                          | -                          | -                          | 3     | 0     | 1      |       |
| Boca Juniors Argentina | 1.ª                 | 2014                | 7     | 0     | 0      | 0                   | 0                   | 0                   | 2                          | 0                          | 0                          | 9     | 0     | 0      |       |
| Boca Juniors Argentina | 1.ª                 | 2015                | 9     | 0     | 0      | 3                   | 1                   | 0                   | 2                          | 0                          | 0                          | 14    | 1     | 0      |       |
| Boca Juniors Argentina | 1.ª                 | 2016                | 6     | 0     | 0      | 1                   | 0                   | 0                   | 6                          | 0                          | 0                          | 13    | 0     | 0      |       |
| Boca Juniors Argentina | 1.ª                 | 2016-17             | 3     | 0     | 0      | 2                   | 0                   | 0                   | -                          | -                          | -                          | 5     | 0     | 0      |       |
| Boca Juniors Argentina | Total club          | Total club          | 28    | 0     | 1      | 6                   | 1                   | 0                   | 10                         | 0                          | 0                          | 44    | 1     | 1      |       |
| Pescara Calcio · Italia | 1.ª                 | 2016-17             | 1     | 0     | 0      | 0                   | 0                   | 0                   | —                          | —                          | —                          | 1     | 0     | 0      |       |
| Pescara Calcio · Italia | Total club          | Total club          | 1     | 0     | 0      | 0                   | 0                   | 0                   | 0                          | 0                          | 0                          | 1     | 0     | 0      |       |
| Defensa y Justicia Argentina | 1.ª                 | 2017-18             | 21    | 0     | 0      | 3                   | 0                   | 0                   | 2                          | 0                          | 0                          | 26    | 0     | 0      |       |
| Defensa y Justicia Argentina | Total club          | Total club          | 21    | 0     | 0      | 3                   | 0                   | 0                   | 2                          | 0                          | 0                          | 26    | 0     | 0      |       |
| Talleres (C) Argentina | 1.ª                 | 2018-19             | 18    | 1     | 0      | 2                   | 0                   | 0                   | 4                          | 0                          | 0                          | 24    | 1     | 0      |       |
| Talleres (C) Argentina | 1.ª                 | 2019-20             | 20    | 0     | 0      | 7                   | 0                   | 0                   | 0                          | 0                          | 0                          | 27    | 0     | 0      |       |
| Talleres (C) Argentina | Total club          | Total club          | 38    | 1     | 0      | 9                   | 0                   | 0                   | 4                          | 0                          | 0                          | 51    | 1     | 0      |       |
| Nîmes Francia | 1.ª                 | 2018-19             | 27    | 1     | 0      | 0                   | 0                   | 0                   | —                          | —                          | —                          | 27    | 1     | 0      |       |
| Nîmes Francia | 2.ª                 | 2019-20             | 21    | 1     | 2      | 2                   | 0                   | 1                   | —                          | —                          | —                          | 23    | 1     | 3      |       |
| Nîmes Francia | Total club          | Total club          | 48    | 2     | 2      | 2                   | 0                   | 1                   | 0                          | 0                          | 0                          | 50    | 2     | 3      |       |
| Vancouver Whitecaps · Canadá | 1.ª                 | 2022                | 18    | 1     | 0      | 2                   | 0                   | 0                   | —                          | —                          | —                          | 20    | 1     | 0      |       |
| Vancouver Whitecaps · Canadá | 1.ª                 | 2023                | 28    | 0     | 1      | 4                   | 0                   | 1                   | 5                          | 0                          | 0                          | 37    | 0     | 2      |       |
| Vancouver Whitecaps · Canadá | 1.ª                 | 2024                | 23    | 0     | 1      | 5                   | 0                   | 0                   | 4                          | 0                          | 1                          | 32    | 0     | 2      |       |
| Vancouver Whitecaps · Canadá | 1.ª                 | 2025                | 20    | 0     | 0      | 0                   | 0                   | 0                   | 8                          | 0                          | 1                          | 28    | 0     | 1      |       |
| Vancouver Whitecaps · Canadá | Total club          | Total club          | 89    | 1     | 2      | 11                  | 0                   | 1                   | 17                         | 0                          | 2                          | 117   | 1     | 5      |       |
| Total en su carrera | Total en su carrera | Total en su carrera | 225   | 4     | 5      | 31                  | 1                   | 2                   | 33                         | 0                          | 2                          | 289   | 5     | 9      |       |
| (1) Incluye Copa Argentina, Supercopa Argentina, Copa de la Superliga Argentina, Copa de Francia y Campeonato Canadiense. (2) Incluye Copa Libertadores y Copa Sudamericana. (3) Media de goles por encuentro. No incluye goles en partidos amistosos. |                     |                     |       |       |        |                     |                     |                     |                            |                            |                            |       |       |        |       |

## Palmarés

### Títulos nacionales
| Título                | Club                | País      | Año     |
| --------------------- | ------------------- | --------- | ------- |
| Primera División      | Boca Juniors        | Argentina | 2015    |
| Copa Argentina        | Boca Juniors        | Argentina | 2015    |
| Primera División      | Boca Juniors        | Argentina | 2016-17 |
| Campeonato Canadiense | Vancouver Whitecaps | Canadá    | 2022    |
| Campeonato Canadiense | Vancouver Whitecaps | Canadá    | 2023    |
| Campeonato Canadiense | Vancouver Whitecaps | Canadá    | 2024    |